# Saint-Denis-des-Monts
Saint-Denis-des-Monts és un municipi francès situat al departament de l'Eure i a la regió de Normandia. L'any 2007 tenia 194 habitants.

## Demografia

### Població
El 2007 la població de fet de Saint-Denis-des-Monts era de 194 persones. Hi havia 71 famílies de les quals 8 eren unipersonals (8 homes vivint sols), 29 parelles sense fills i 34 parelles amb fills.
La població ha evolucionat segons el següent gràfic:
Habitants censats

### Habitatges
El 2007 hi havia 80 habitatges, 74 eren l'habitatge principal de la família, 5 eren segones residències i 1 estava desocupat. Tots els 79 habitatges eren cases. Dels 74 habitatges principals, 67 estaven ocupats pels seus propietaris, 3 estaven llogats i ocupats pels llogaters i 3 estaven cedits a títol gratuït; 7 tenien tres cambres, 22 en tenien quatre i 44 en tenien cinc o més. 48 habitatges disposaven pel capbaix d'una plaça de pàrquing. A 25 habitatges hi havia un automòbil i a 46 n'hi havia dos o més.

### Piràmide de població
La piràmide de població per edats i sexe el 2009 era:
| Homes | Edats   | Dones |
| ----- | ------- | ----- |
| 0     | 95 o +  | 0     |
| 0     | 90 a 94 | 0     |
| 0     | 85 a 89 | 0     |
| 0     | 80 a 84 | 0     |
| 8     | 75 a 79 | 0     |
| 4     | 70 a 74 | 8     |
| 4     | 65 a 69 | 8     |
| 4     | 60 a 64 | 0     |
| 4     | 55 a 59 | 4     |
| 4     | 50 a 54 | 4     |
| 12    | 45 a 49 | 8     |
| 12    | 40 a 44 | 12    |
| 0     | 35 a 39 | 4     |
| 8     | 30 a 34 | 12    |
| 4     | 25 a 29 | 8     |
| 4     | 20 a 24 | 4     |
| 12    | 15 a 19 | 12    |
| 8     | 10 a 14 | 4     |
| 4     | 5 a 9   | 12    |
| 0     | 0 a 4   | 8     |

## Economia
El 2007 la població en edat de treballar era de 132 persones, 96 eren actives i 36 eren inactives. De les 96 persones actives 88 estaven ocupades (49 homes i 39 dones) i 7 estaven aturades (3 homes i 4 dones). De les 36 persones inactives 12 estaven jubilades, 15 estaven estudiant i 9 estaven classificades com a «altres inactius».

### Ingressos
El 2009 a Saint-Denis-des-Monts hi havia 76 unitats fiscals que integraven 208 persones, la mediana anual d'ingressos fiscals per persona era de 21.390 €.

### Activitats econòmiques
Dels 13 establiments que hi havia el 2007, 3 eren d'empreses extractives, 4 d'empreses de construcció, 4 d'empreses de comerç i reparació d'automòbils, 1 d'una empresa d'informació i comunicació i 1 d'una empresa immobiliària.
Dels 5 establiments de servei als particulars que hi havia el 2009, 1 era un taller de reparació d'automòbils i de material agrícola, 1 paleta, 1 fusteria, 1 lampisteria i 1 electricista.
L'any 2000 a Saint-Denis-des-Monts hi havia 12 explotacions agrícoles que ocupaven un total de 280 hectàrees.

## Poblacions més properes
El següent diagrama mostra les poblacions més properes.